# Milino Selo (Federacja Bośni i Hercegowiny)
Milino Selo – wieś w Bośni i Hercegowinie, w Federacji Bośni i Hercegowiny, w kantonie tuzlańskim, w gminie Lukavac. W 2013 roku liczyła 320 mieszkańców, z czego większość stanowili Boszniacy.